# Call of Duty 3
Call of Duty 3 és un joc d'acció en primera persona, llançat per a les consoles Xbox 360, Playstation 3, Wii i PlayStation 2. El joc és la tercera entrega de la saga de videojocs Call of Duty. Amaze també ha desenvolupat una versió per a la consola de Sony PSP i per a Xbox.

## Temàtica
El joc se situa en diversos camps de batalla de França, transcendental en el desenllaç de la Segona Guerra Mundial. Conflicte després del qual, les tropes nazis van quedar prou delmades com per ser finalment derrotades poc després. En aquesta ocasió, el jugador pren el paper d'un soldat nord-americà, Nichols, un anglès, Doyle, un canadenc, Cole i un polonès, Bonhater. Aquests quatre bàndols aliats es reuneixen en certs nivells del joc. L'exèrcit roig no apareix en aquesta ocasió, ja que no va prendre part a la campanya.
Les versions de Xbox 360 i de PS3 són pràcticament idèntiques gràficament, mentre que la de Wii només comparteix el desenvolupament de les missions a causa de la seva limitada capacitat tècnica en comparació amb les esmentades al principi, però l'ús dels controls d'aquesta última difereix de les altres dos, ja que s'ha de disparar apuntant a la pantalla, carregar bales imitant l'esmentat moviment i altres moviments com remar, manejar vehicles, lluitar mà a mà amb els nazis, controlar morters i tancs, etc.

## Desenvolupament o sistema de joc
Call of Duty 3, igual que la resta de la saga, és un joc d'acció en primera persona. El jugador compta durant gairebé tota l'aventura amb la companyia de soldats aliats, encara que aquests tenen lliure albir i no se'ls poden donar ordres. En aquesta ocasió s'ha tornat al sistema pioner del primer títol, la qual cosa vol dir que l'aventura és contínua i no es pot escollir l'ordre a realitzar les missions, cosa que sí que passava en l'anterior entrega, Call of Duty 2.
Hi ha una gran varietat d'armes disponibles, totes basades en models reals de la Segona Guerra Mundial. Al començament de cada missió el jugador compta amb armes pròpies del seu exèrcit, encara que pot canviar-les durant el desenvolupament de la missió per armes alemanyes que trobi a l'escenari o agafar-la d'enemics. També es poden usar armes estàtiques, com metralladores MG42.

## Curiositats
- Activision no es plantejava llançar una versió per a PC fins al 2007, malgrat que aquesta va ser la plataforma que el va veure néixer.

- Igual com molts jocs basats en la segona guerra mundial, Call of Duty 3 va haver de ser modificat en la versió per a Alemanya, a causa de les lleis que prohibeixen l'ús de l'esvàstica o creu Gammada, que en el joc va ser reemplaçada per un altre tipus de creu.

## Videojocs relacionats
Jocs de la saga Call of Duty per ordre de llançament:
1. Call of Duty
2. Call of Duty: United Offensive
3. Call of Duty: Finest Hour
4. Call of Duty 2
5. Call of Duty 2: Big Red One
6. Call of Duty 3
7. Call of Duty: Roads to Victory
8. Call of Duty 4: Modern Warfare
9. Call of Duty 5: World at War
10. Call of Duty: Modern Warfare 2
11. Call of Duty: Black Ops